# Jacob Armen
Jacob Armen (* 22. Februar 1982 in Glendale, Kalifornien) ist ein US-amerikanischer Schlagzeuger.

## Leben
Jacob Armen soll bereits im Alter von 18 Monaten seine ersten öffentlichen Auftritte gehabt haben. Mit sechs Jahren spielte er in einer Jazzband. Zwischen seinem siebten und zehnten Lebensjahr hatte er zahlreiche Fernsehauftritte und wurde von den Medien als Wunderkind gefeiert. 1995 veröffentlichte Armen das Album Drum Fever  bei NPG Records, an dem Prince aber nicht mitwirkte, obwohl es über das von ihm gegründete Label vertrieben wurde. Armens zweites Album Breakthrough erschien auf seinem eigenen Label JAAB Records. 2017 erschien sein drittes Album When Drums Conduct, an dem bekannte Musiker wie Daron Malakian, Poncho Sanchez, Victor Wooten, Patrick Moraz, Tina Guo, Djivan Gasparyan, der Lark Choir sowie die USC Trojan Marching Band mitwirkten.

## Diskografie
- 1995: Drum Fever (NPG Records)
- 2011: Breakthrough (Selbstverlag)
- 2017: When Drums Conduct (Selbstverlag)